# Montanaro
Montanaro és un comune (municipi) de la ciutat metropolitana de Torí, a la regió italiana del Piemont, situat a uns 20 quilòmetres al nord-est de Torí. A 1 de gener de 2019 la seva població era de 5.180 habitants.
Montanaro limita amb els següents municipis: Caluso, Foglizzo, San Benigno Canavese i Chivasso.